# 피에르 베르너

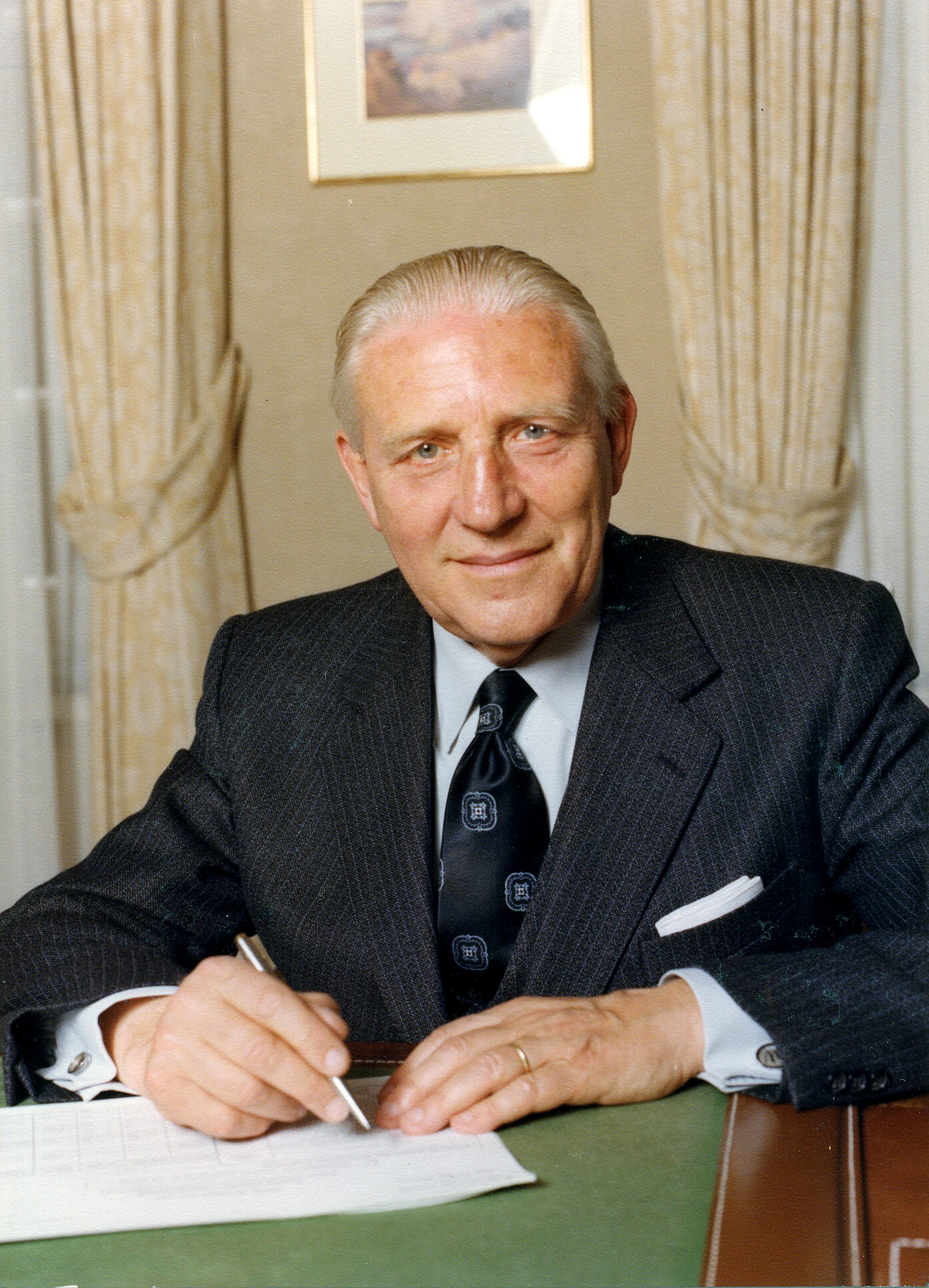
피에르 베르너

피에르 베르너(룩셈부르크어: Pierre Werner, 1913년 12월 29일 프랑스 생탕드레레릴 ~ 2002년 6월 24일 룩셈부르크 룩셈부르크 시)는 룩셈부르크의 정치인이다. 소속 정당은 기독사회인민당이다.

## 생애
1983년부터 1959년까지 룩셈부르크 국방부 장관, 1953년부터 1967년까지 룩셈부르크 법무부 장관, 1953년부터 1974년까지 룩셈부르크 재무부 장관을 역임했으며 1964년부터 1967년까지 룩셈부르크 외무부 장관을 역임했다.
1959년 3월 2일부터 1974년 6월 15일까지, 1979년 7월 16일부터 1984년 7월 20일까지 룩셈부르크의 총리를 역임했다. 1970년에는 유럽 경제 공동체가 운영하는 경제 연합, 통화 연합의 청사진을 제시했다.

## 같이 보기
- 룩셈부르크의 총리 목록